# Kong Pukkelrygs Land
Kong Pukkelrygs Land er et album med Lars Lilholt Band fra 1994. Det er indspillet fra november til december 1993 i Silkeborg.
Sangen "Men Aldrig som før" var med i DGI Landstævne i 1994. "Hvidsten Kro" handler om Hvidstengruppen, som under 2. verdenskrig havde til opgave at bevæbne sabotører med våben nedkastet fra engelske fly.

## Spor
1. "Men Aldrig Som Før"
2. "Har Denne Vej et Hjerte?"
3. "Alting Er Forbundtet"
4. "Hvidsten Kro"
5. "Da Kærligheden Kom Til Byen"
6. "Førend Vinteren Kommer"
7. "Onkel Christian"
8. "Og Gudenåen går mod Kattegat"
9. "To Skud i Stockholm"
10. "Gir Du Mig Lov"
11. "I et Tarveligt Teater"
12. "Anno 5001"
13. "Langå Banegård"
14. "Der er ingen vej tilbage"

## Musikere
- Lars Lilholt (Sang, El-Violin, Akustisk Violin, El-Guitar, Mundharpe, Drejelire, Mandolin, Dulcimer, Akustisk Guitar, Bombarde, Keyboard)
- Kristian Lilholt (Keyboard, Akustisk guitar, kor)
- Tine Lilholt (Blokfløjter, tværfløjte, keltisk harpe, harmonika, kor)
- Tom Bilde (Bas, Akustisk guitar, Trækbasun, Mandolin, Mundharpe, el-guitar, Dobro, Banjo, kor)
- Gert Vincent (Akustisk Guitar, Elektrisk guitar, hammerdulcimer, kor)
- Klaus Thrane (Trommer, percussion)